# Эйвалек
Эйвалек (прежнее название Октябрьский) — городской посёлок в Ахангаранском районе Ташкентской области Узбекистана.

## География
В посёлке расположена крупная узловая станция Озодлик (быв. Октябрьский) на линии Ташкент — Ангрен Ташкентской железной дороги.

## История
Был приписан к сельскому совету «Ленинчи», также имел название на сленге местных жителей «Ташконзавод». На территории посёлка во времена СССР имелся крупный завод - Эйвалекский комбинат  строительных  материалов и конструкций (ЭКСМиК) и совхозные конюшни. Была развита инфраструктура, школа, детский сад, ФАП, клуб. Имелся целый микрорайон четырёхэтажных домов.(Часть из которых в настоящее время находятся в бесхозном состоянии.) В 2017 году открыт кирпичный завод.
В 2009 году Постановлением кабинета министров Республики Узбекистан населённый пункт Эйвалек отнесен к категории городских посёлков.